# معركة البوابة الفارسية
```
مَعْرَكة البَوّابة الفَارِسِيَّة،
 عِبارة عَن 
مواجَهه عسكريًا
 دَارَتْ رَحَاها بين قوة فارسية بقيادة 
الساتراب
 أريوبارزينس 
والرابطة اليونانية
 الغازية بقيادة 
الإسكندر الأكبر
. في شتاء عام 330 قبل الميلاد، قاد أريوبارزينس 
الوقفة الأخيرة
 للقوات الفارسية ضذَ جَحافِل جَيش 
الإسكندر
 عند البوابات الفارسية بالقرب من 
برسيبوليس
، 
[
6
]
 مما أدى إلى صد الجيش المقدوني لمدة شهر كامل. في النهاية وجد 
الإسكندر
 طريقًا يؤدي إلى مؤخرة القوة الفارسية من خِلال مَعلومة ادلى بها أسير حَرب أو راعي مَحلي، وهزم الفرس واستولوا على 
برسيبوليس
.
[
7
]
 غالباً ما يُشار إلى مَعْرَكة البَوّابة الفَارِسِيَّةُ بـ «
ثيرموبيلاي
 الفُرس».
[
8
]
```

## مُقَدمة
عانت الإمبراطورية الفارسية سلسلة من الهزائم ضد القوات المقدونية في معركة الغرانيكوس 334 قبل الميلاد، معركة إسوس 333 قبل الميلاد ومعركة غوغميلا 331 قبل الميلاد، وبحلول نهاية عام 331 قبل الميلاد، تقدم الإسكندر الأكبر إلى بابل وشوشان. يربط الطريق الملكي شوشان (أول عاصمة فارسية في عيلام) مَع العواصم الشرقية برسيبوليس وباسارغاد، وكان المكان الطبيعي لحملة الإسكندر القادِمة. في هذه الأثناء، كان الملك داريوس الثالث يبني جيشًا جديدًا في إيكباتانا. تم تكليف بقيادة الساتراب أريوبارزينس بمنع التقدم المقدوني إلى بلاد فارس، ولهذا السبب اعتمد بشدة على التضاريس التي احتاجَها الإسكندر للمرور. لم يكن هناك سوى عدد قليل من الطرق الممكنة عبر جبال زاغروس، وكلها أصبحت أكثر خطورة مع بداية الشتاء.
بعد احتلال سوزا، قسم الإسكندر الجيش المقدوني إلى قسمين. أخذ جنرال الإسكندر، بارمينيون، نصف الطريق الملكي، واتخذ الإسكندر نفسه الطريق نحو بارس. يتطلب الوصول إلى بارس عبور البوابات الفارسية، وهي ممر جبلي ضيق يُعتَبر المَكان المثالي لنصب كَمين.
خلال تقدمه، أخضع الإسكندر قَبيلة الأوكزين، وهي قبيلة محلية طلبت منه نفس الجزية التي اعتادوا تلقيها من ملوك الفرس من أجل المرور الآمن. أثناء عبوره إلى البوابات الفارسية، لم يواجه أي مقاومة. اعتقادًا منه أنه لن يواجه أي قوات عدو أخرى خلال مسيرته، أهمل الإسكندر إرسال الكشافة قبل طليعته، وبالتالي سار ألى كمين أريوبارزينس.
الوادي الذي يسبق البوابة الفارسية، المسمى «تانج ميران»، كان في البداية واسعًا جدًا، مما يسمح للجيش المقدوني بدخول الجبال في مسيرة كاملة. احتلت قوات أريوبارزينس موقعًا بالقرب من قرية جيشمة تشينار الحديثة. ينحرف الطريق إلى الجنوب الشرقي (لمواجهة شروق الشمس) ويضيق بشكل كبير عند تلك النقطة، مما يجعل التضاريس غادرة بشكل خاص وبالتالي فهي مناسبة تمامًا لخطة أريوبارزانيس. وفقًا للمؤرخ أريان، كان لدى أريوبارزانيس قوة قوامها 40.000 من المشاة و 700 من سلاح الخَيالة واجهوا قوة مقدونية تزيد عن 10.000. ومع ذلك، فقد ادعى بعض المؤرخين المعاصرين أن هذه الأرقام للقوة الأخمينية مبالغ فيها بشكل صارخ وغير قابلة للتصديق. تشير الموسوعة الإيرانية إلى عدد من المدافعين يبلغ 700 فقط (أو ما لا يزيد عن 2000) استنادًا إلى العدد الأقصى المحتمل للقوات تحت تصرف أريوبارزانيس، كَذلك تشير إلى أن معظم المؤرخين المعاصرين يتبعون آريانوس وكورتيوس وديودوروس دون تحفظ.

## المَعرَكة
كان عرض البوابة الفارسية مترين فقط عند نقطة الكمين. بمجرد تقدم الجيش المقدوني بشكل كافٍ في الممر الضيق، أمطر الفرس الصخور من المنحدرات الشمالية. من المنحدر الجنوبي، أطلق الرماة الفارسيون مقذوفاتهم. عانى جيش الإسكندر في البداية من خسائر فادحة، بحيث فقدَ فصائل كاملة في آن واحد. حاول المقدونيون الانسحاب، لكن التضاريس وحرسهم الخلفي الذي لا يزال يتقدم جعل التراجع المنظم أمرًا مستحيلًا. أُجبر الإسكندر على ترك موتاهم خلفه لإنقاذ بقية جيشه - وهي علامة عار عظيمة لدى المقدونيين وغيرهم من اليونانيين الذين كانوا يُقَدسون شفاء الجَرحى وحَمل من سقطوا ودفنهم بشكل لائق.
كان لدى أريوبارزانيس سبب للاعتقاد بأن النجاح هنا يمكن أن يغير مسار الحرب. إن منع مرور الإسكندر عبر البوابات الفارسية سيجبر الجيش المقدوني على استخدام طرق أخرى لغزو بلاد فارس، وكلها ستتيح لداريوس مزيدًا من الوقت لنشر جيش آخر، وربما يوقف الغزو المقدوني تمامًا.

احتفظ أريوبارزانيس بالبوابة الفارسية، لكن الإسكندر نجح في تطويق الفرس بهجوم تَكتيك كماشة مع بطليموس واخترق الدفاعات الفارسية. ثم هاجم الإسكندر وفريق النخبة التابع له قوة أريوبارزانيس من أعلى في هجوم مفاجئ حتى لم يعد الفرس قادرين على سد الممر. تختلف الروايات عن كيفية قيامه بذلك على نطاق واسع. أفاد كل من كورتيوس وآريانوس أن أسرى الحرب قادوا الإسكندر عبر الجبال إلى مؤخرة الموقع الفارسي، بينما بقيت قوة رمزية في المعسكر المقدوني تحت قيادة كراتيروس والَذينَ نَشروا نيران المُعَسكر بصورة كَبيره لتَوهيم الفُرس بانَ الجيش ما زال في مُعَسكره.
«الفرس... خاضوا معركة لا تُنسى... كما كانوا غير مسلحين، قبضوا على الرجال المسلحين مِن على خيولهم، وجروهم أرضًا... وطعنوا معظمهم بأسلحتهم الخاصة.» 
يتفق ديودوروس وفلوطرخس بشكل عام مع هذا التقييم، على الرغم من اختلاف أعدادهم بشكل كبير. المؤرخان الحديثان هيكل وستاين يضفيان مصداقية على هذه الحجة. على الرغم من عدم توفر أرقام دقيقة، يقول بعض المؤرخين إن هذا الاشتباك كلف الإسكندر أكبر خسائره خلال حملته لغزو بلاد فارس. قاتلت يوتاب، أخت أريوبارزانيس، إلى جانب شقيقها في المعركة.
وفقًا لبعض الروايات، فإن أريوبارزينس ورفاقه الباقين على قيد الحياة حوصروا، لكنهم بدلاً من الاستسلام، هاجَموا الخطوط المقدونية مباشرة. تذكر إحدى الروايات أن أريوبارزانيس قُتل في الهَجمة الأخيرة بينما ذكرت رواية أخرى لأريان أن أريوبارزانيس هرب إلى الشمال حيث استسلم أخيرًا للإسكندر مع رفاقه. يؤكد المؤرخ الحديث ج.بريفاس أن أريوبارزانيس وقواته قد انسحبوا إلى برسيبوليس، حيث وجدوا أبواب المدينة مغلقة من قبل النبيل الفارسي وحارس الخزانة الملكية في عهد داريوس الثالث «تيريدات»، والذي كان على اتصال سري بالإسكندر الأكبر. اعتبر تيريدات مقاومة قوات الإسكندر عديمة الجدوى، ولذلك سمح للإسكندر بذبح أريوبارزانيس وقواته خارج أسوار مدينة برسيبوليس بدلاً من قتال الإسكندر. هذا يتفق مع رواية كورتيوس التي تنص على أن القوة الفارسية، بعد أن ألحقت خسائر فادحة في المعركة التي تلت ذلك، واخترقت القوات المقدونية وتراجعت إلى برسيبوليس، لكنها مُنعت من الدخول إلى العاصمة وعند هذه النقطة عادوا إلى محاربة جيش الإسكندر حتى الموت.
يعتبر عدد قليل من المؤرخين أن مَعْرَكة البَوّابة الفَارِسِيَّةُ هي أخطر تحد لغزو الإسكندر لبلاد فارس. وصف مايكل وود المعركة بأنها حاسمة  وأشار المؤرخ أ. ب. بوسورث إليها على أنها «نصر كامل وحاسم للإسكندر».

## ما بَعد الواقِعة
تم التعرف على أوجه التشابه بين معركة ثيرموبيلاي ومَعْرَكة البَوّابة الفَارِسِيَّةُ من قبل المؤلفين القدامى والحديثين. لعبت مَعْرَكة البَوّابة الفَارِسِيَّةُ دور «ثيرموبيلاي لفارس وسقطت مثل ثيرموبيلاي لليونان.». هنا، في حملة الإسكندر للانتقام من الغزو الفارسي لليونان، واجه نفس الموقف من الفرس. هناك أيضًا روايات تفيد بأن راعي غنم فارسي قاد قوات الإسكندر حول الدفاعات الفارسية، تمامًا كما أظهر يوناني محلي للقوات الفارسية مسارًا سريًا حول الممر في ثيرموبيلاي.
أزالت هزيمة قوات أريوبارزانيس عند البوابة الفارسية آخر عقبة عسكرية بين الإسكندر وبرسيبوليس. عند وصوله إلى مدينة برسيبوليس، عين الإسكندر جنرالًا يُدعى فراساورتس خلفًا لأريوبارزانيس. استولى الإسكندر على خزانة برسيبوليس، التي كانت تضم في ذلك الوقت أكبر تجمع للثروة في العالم، وضمن لنفسه الاستقلال المالي عن الدول اليونانية. بعد أربعة أشهر، سمح الإسكندر للقوات بنهب برسيبوليس وقتل كل رجالها واستعباد جميع نسائها، ربما كوسيلة لتحقيق توقعات جيشه والمواطنين اليونانيين، أو ربما كعمل انتقامي أخير تجاه الفرس. يمكن اعتبار هذا التدمير للمدينة على أنه غير عادي حيث استسلم سكانها دون قتال وكان الإسكندر قد ترك في وقت سابق المدن الفارسية التي احتلها، مثل سوسة، كما هيَ. في مايو 330 قبل الميلاد، أمر الإسكندر بحرق شرفة برسيبوليس، بما في ذلك قصورها وقاعات الجمهور الملكية، قبل أن يغادر ليجد داريوس الثالث. تختلف المصادر حول سبب أمره بالتدمير: فقد يكون ذلك عملاً انتقاميًا متعمدًا لحرق الأكروبوليس في أثينا أثناء الغزو الفارسي الثاني لليونان، أو فعلًا متسرعًا في حالة سكر، أو كان من الممكن أن يكون بسبب غضب الإسكندر من عدم الاعتراف بهِ كخليفة شرعي لداريوس الثالث.

## المَراجع
1. ↑  "Welcome to Encyclopaedia Iranica". مؤرشف من الأصل في 2021-05-17.
2. ↑  D. W. Engels: Alexander the Great and the Logistics of the Macedonian Army, University of California Press, Berkeley and London, 1978, (ردمك 0-520-04272-7), pp. 72f. (fn. 7)
3. ↑  "ARIOBARZANES" نسخة محفوظة 17 مايو 2021 على موقع واي باك مشين.
4. ↑  Bill Yenne: "Alexander the Great: Lessons from History's Undefeated General", St. Martin's Press, New York, 2010, pp. 90
5. ↑  CAIS "The Battle of the Persian Gate and the Martyrdom of General Ariobarzan and his defending regiment"
6. ↑  Robinson، Cyril Edward (1929). A History of Greece. Methuen & Company Limited. اطلع عليه بتاريخ 2013-04-07.
7. 1 2  Sarathi Bose، Partha (2003). Alexander the Great's Art of Strategy. Gotham. ص. 134. ISBN:1-59240-053-1. مؤرشف من الأصل في 2021-02-02.
8. 1 2  Heckel, p. 171
9. ↑  For the identification, see Speck، Henry (2002). "Alexander at the Persian Gates. A Study in Historiography and Topography". American Journal of Ancient History. n.s. ج. 1 ع. 1: 7–208. ISSN:0362-8914. more... نسخة محفوظة 18 أبريل 2009 على موقع واي باك مشين..
10. ↑  Engels، D. W. (1978). Alexander the Great and the Logistics of the Macedonian Army. Berkeley and London: University of California Press. ص. 72f. ISBN:0-520-04272-7.
11. ↑  Mehrdad Kia: "The Persian Empire: A Historical Encyclopedia [2 volumes]: A Historical Encyclopedia", ABC-CLIO, LLC, Santa Barbara and Denver, 2016, pp. 97
12. ↑  Bowden، Hugh (2014). Alexander the Great: A Very Short Introduction. New York: Oxford University Press.
13. ↑  "Alexander historians give Ariobarzanes a large army (40,000 infantry and 700 cavalry in Arrian, Anabasis 3.18.2; 25,000 infantry in Curtius 5.3.17 and Diodorus 17.68.1; the latter adds 300 horsemen), and their modern successors follow them unreservedly (e.g., Th. Doge, Alexander, Boston and New York, 1890, p. 401; J. F. C. Fuller, The Generalship of Alexander the Great, London, 1958, pp. 228ff.; N. G. L. Hammond, *Alexander the Great: King, Commander and Statesman, London, 1981, p. 185). However, Greek estimates for Persian infantries were generally valueless (C. Hignett, Xerxes’ Invasion of Greece, Oxford, 1962, pp. 350f.), and Ariobarzanes could hardly have mustered more troops than he had taken to Gaugamela. Arrian's 700 can thus be interpreted as indicating the total strength of Ariobarzanes. Against them Alexander led an army of well over 10,000 men, for having sent Parmenion with the baggage train and heavier-armed troops down the carriage road, he himself took the Macedonian infantry, the lancers and archers through the mountainous track (Arrian, Anabasis 3.18.1; Curtius 5.3.16f.; Diodorus 17.68.1; Stein, op. cit., pp. 19f.)"
14. ↑  كوينتوس كورتيوس روفوس
15. ↑  Prevas 17
16. 1 2  Prevas 18
17. ↑  Arrian 3.18.5-6; Curtius 5.4.29
18. ↑  Curtius 5.3.31-2
19. ↑  Quintis Curtius Rufus:Delphi Complete Works of Quintus Curtius Rufus - History of Alexander (Illustrated) (Delphi Ancient Classics Book 75), Delphi Classics, Ltd., Hastings and East Sussex, 2017
20. ↑  Berve, Das Alexanderreich II, p. 61; A. B. Bosworth
21. ↑  A Historical Commentary on Arrian's History of Alexander I, Oxford, 1980, p. 326
22. ↑  Wood، Michael (1997). In the Footsteps of Alexander the Great: A Journey from Greece to Asia. University of California Press. ص. 108. ISBN:978-0-520-21307-4. مؤرشف من الأصل في 2021-04-11. decusuve.
23. ↑  Bosworth، A.B. (1993). Conquest and Empire: The Reign of Alexander the Great. ص. 91. ISBN:978-0-521-40679-6. مؤرشف من الأصل في 2021-12-06.
24. ↑  (Burn, 1973, p. 121)
25. ↑  Prevas 19
26. ↑  Prevas 23
27. ↑  Prevas 27
28. 1 2  Prevas 33
29. ↑  Prevas، John (2005). Envy of the Gods: Alexander the Great's Ill-fated Journey Across Asia. Da Capo Press. ص. 38–. ISBN:9780306814426. مؤرشف من الأصل في 2021-03-08. اطلع عليه بتاريخ 2013-04-07.

### المَصادر
- A. R. Burn, Alexander the Great and the Middle East, Harmondsworth, 1973.
- W. Heckel, "Alexander at the Persian Gates", Athenaeum 58, 1980.
- J. Prevas, Envy of the Gods: Alexander the Great's Ill-Fated Journey across Asia (USA: Da Capo Press, 2004), (ردمك 0-306-81268-1).
- Henry Speck, "Alexander at the Persian Gates. A Study in Historiography and Topography" in: American Journal of Ancient History n.s. 1.1 (2002) 15-234
- A. Stein, Old Routes of Western Iran, London, 1940.
- Rufus، Quintus Curtius؛ Crosby، William Henry (1858). Quintus Curtius Rufus: Life and exploits of Alexander the Great. D. Appleton and Co. اطلع عليه بتاريخ 2013-04-07.
- Arrian؛ Rooke، John (1812). Arrian's History of the Expedition of Alexander the Great, and Conquest of Persia. J. Davis. مؤرشف من الأصل في 2022-05-12. اطلع عليه بتاريخ 2013-04-07.